# Johann Friedrich Weigand
Johann Friedrich Weigand (* 26. Februar 1786 in Kempen; † 23. Oktober 1866 in Berlin) war ein preußischer Generalmajor.

## Leben

### Herkunft
Seine Eltern waren Johann Christian Weigand und dessen Ehefrau Susanne Dorothea, geborene Dreßler.

### Militärkarriere
Am 13. September 1800 trat Weigand als Kanonier in das 2. Artillerie-Regiment der Preußischen Armee ein. Während des Vierten Koalitionskrieges avancierte er am 26. Dezember 1806 zum Sekondeleutnant der Festungsartillerie in der Festung Neiße und nahm an der Verteidigung von Neiße und Breslau teil. Nach dem Krieg erhielt er am 16. Juni 1806 seinen Abschied.
Weigand wurde am 16. November 1812 in der Schlesischen Artillerie-Brigade wieder angestellt. Während der Befreiungskriege kämpfte er in den Schlachten bei Bautzen, Dresden, Kulm und Namur, wo er das Eiserne Kreuz II. Klasse erwarb und zuletzt auch bei
Waterloo. Ferner kämpfte er in den Gefechten bei Haynau und Fleurus sowie den Belagerungen von Erfurt, Maubeuge, Philippeville, Landrecies, Rocroy und Givet.
Nach dem Krieg wurde Weigand am 23. Mai 1816 Kapitän der Westpreußischen Artillerie-Brigade und stieg bis Mitte Dezember 1828 zum Major und Abteilungskommandeur auf. Am 30. März 1840 folgte seine Beförderung zum Oberstleutnant und am 7. April 1842 kam er als Oberst und Zweiter Kommandant in die Festung Neiße. Daran schloss sich ab dem 14. November 1845 eine Verwendung als Kommandant der Festung Spandau an. Anlässlich seines 50-jährigen Dienstjubiläums erhielt er den Roten Adlerorden II. Klasse mit Eichenlaub. Am 8. Juni 1852 wurde Weigand unter Verleihung des Charakters als Generalmajor mit Pension verabschiedet. Er starb am 23. Oktober 1866 in Berlin und wurde am 26. Oktober 1866 auf den Garnisonfriedhof beigesetzt.

### Familie
Weigand heiratete am 14. November 1825 in Schweidnitz Henriette Ernestine Friederike Schlenker (1798–1864). Das Paar hatte eine Tochter namens Elise.